# Nicole da Silva
Nicole da Silva es una actriz australiana, más conocida por haber interpretado a Stella Dagostino en la serie Rush y actualmente por dar vida a Franky Doyle en la serie Wentworth.

## Biografía
Nicole da Silva es de ascendencia portuguesa y española. Estudió comunicaciones en la Universidad de NSW, estudió artes dramáticas en la Universidad de Western Sydney.
En abril del 2018 anunció que junto a su pareja John estaban esperando a su primer bebé, a quien le dieron al bienvenida en julio del mismo año.

## Carrera
En el 2005 interpretó a Sasha Fernandez en once episodios de la aclamada serie australiana All Saints.
Un año después en el 2006 apareció como invitada en otra exitosa serie australiana Home and Away, donde interpretó a Jane Sims.
En el 2007 interpretó a Erica "EC" Eulestra en la serie Dangerous, por su interpretación un año después fue nominada a un premio Graham Kennedy en la categoría de Nuevo Talento Más Destacado.
El 27 de noviembre de 2008 participó en la obra de tetro Queen C en el teatro Belvoir St Theatre en Sídney. En el 2009 interpretó a Lisa Testro en la serie Carla Cametti PD.
En el 2008 se unió a la serie australiana Rush en donde interpretó a la testaruda oficial Stella Dagostino, hasta el final de la serie en el 2011.
En el 2013 se unirá al elenco principal de la nueva serie dramática Wentworth donde interpretará a Franky Doyle, una prisionera lesbiana. La serie es el reboot de la exitosa serie británica Prisoner.

## Filmografía

### Series de televisión
| Año             | Título           | Personaje           | Notas                          |
| --------------- | ---------------- | ------------------- | ------------------------------ |
| 2016 - presente | Doctor Doctor    | Charlie             | 21 episodios                   |
| 2013 - presente | Wentworth        | Franky Doyle        | 46 episodios                   |
| 2008 - 2011     | Rush             | Stella Dagostino    | 70 episodios                   |
| 2009            | Carla Cametti PD | Lisa Testro         | 6 episodios                    |
| 2007            | East West 101    | Lily                | episodio "Hunt for the Killer" |
| 2007            | Dangerous        | Erica "EC" Eulestra | 8 episodios                    |
| 2006            | Home and Away    | Jane Sims           | episodio # 1.4126              |
| 2005            | All Saints       | Sasha Fernandez     | 11 episodios                   |

### Películas
| Año  | Título     | Personaje | Notas                                                                             |
| ---- | ---------- | --------- | --------------------------------------------------------------------------------- |
| 2012 | Stuffed    | Easter    | corto - junto a Patrick Brammall, Shaun Micallef, Kate Jenkinson y Andy McDougall |
| 2008 | The List   | -         | junto a Anthony Hayes, Justine Clarke y Justin Rosniak                            |
| 2006 | Final Call | Shop Girl | junto a Tony Barry y John Batchelor                                               |

### Directora
| Año  | Obra                    | Notas            |
| ---- | ----------------------- | ---------------- |
| 2006 | We'll Always Have Wagga | obra - directora |

### Teatro
| Año  | Obra                  | Personaje | Director (a)     | Teatro               | Notas                                 |
| ---- | --------------------- | --------- | ---------------- | -------------------- | ------------------------------------- |
| 2009 | This Is Our Youth     | Jessica   | Nicholas Pollock | -                    | junto a Ashley Zukerman y Ben Geurens |
| 2008 | Queen C               | -         | -                | Belvoir St Theatre   | -                                     |
| 2006 | A Life in the Theatre | -         | Laurisa Poulos   | Darlinghurst Theatre | junto a Sandy Gore                    |

## Premios y nominaciones
| Año  | Categoría                                         | Premio               | Serie     | Resultado |
| ---- | ------------------------------------------------- | -------------------- | --------- | --------- |
| 2015 | Most Outstanding Actress                          | Logie Award          | Wentworth | Nominada  |
| 2014 | Most Outstanding Performance by an Actor - Female | ASTRA Award          | Wentworth | Ganadora  |
| 2008 | Most Outstanding New Talent                       | Graham Kennedy Award | Dangerous | Nominada  |